# Герцык, Александр Антонович
Александр Антонович Герцык, Лубны-Герцык (31 августа 1857, Санкт-Петербург — 31 января 1916, Петроград) — русский военачальник, генерал-лейтенант, начальник 1-й гвардейской пехотной дивизии, участник Русско-турецкой и Первой мировой войн.

## Биография
Родился в семье военного инженера, генерал-майора Антона Казимировича Герцыка. В 1875 году после окончания Санкт-Петербургской военной гимназии поступил во 2-е военное Константиновское училище.
В 1877 году после окончания военного училища был произведён в прапорщики и определён в 16-й отдельный стрелковый батальон. Участник Русско-турецкой войны. За отвагу на войне был награждён орденом Святой Анны 4 степени с надписью «За храбрость». За отличие произведён в подпоручики.
В 1879 году за храбрость был награждён орденами Святого Станислава 3 степени с мечами и бантом и Святой Анны 3 степени с мечами и бантом.
В 1882 году произведён в поручики, в 1884 году в штабс-капитаны. С 1887 года назначен младшим офицером Павловского военного училища. В 1889 году произведён в капитаны, в этом же году был переименован в штабс-капитаны гвардии, в 1892 году в капитаны гвардии. В 1898 году произведён в подполковники и назначен батальонным командиром Павловского военного училища. В 1898 году произведён в полковники.
С 1902 года назначен командиром 52-го пехотного Виленского полка. 
С 22 июня 1905 помощник Феодосийского временного генерал-губернатора. Отражал во главе роты 52-го пехотного Виленского полка десантную партию моряков с восставшего броненосца "Князь Потёмкин-Таврический" которые попытались силой захватить в порту Феодосии загруженное углем судно.  Один из солдат – член Бунда Иосиф Могедлобер открыл огонь по полковнику Герцыку, ранив нескольких стоящих рядом с ним чинов. С ноября 1905 Феодосийский временный генерал-губернатор. 
С 1906 года командир лейб-гвардии Павловского полка. В 1906 году произведён генерал-майоры за отличие по службе.
С 1908 года командир 2-й бригады 1-й гвардейской пехотной дивизии. С 1914 года командир 80-й пехотной дивизии.
Перед Великой войной был председателем комиссии по разработке автоматической винтовки.
В 1915 году произведён в генерал-лейтенанты и назначен командиром 1-й гвардейской пехотной дивизии, в этом же году «За отличие в делах против неприятеля» был награждён орденом Святой Анны 1 степени с мечами.
Умер 31 января 1916 года.

## Награды
- Орден Святой Анны 4-й степени с надписью «За храбрость» (1877 год);
- Орден Святого Станислава 3-й степени с мечами и бантом (1879 год);
- Орден Святой Анны 3-й степени с мечами и бантом (1879 год);
- Орден Святого Владимира 4-й степени (1886 год).
- Орден Святого Станислава 2-й степени (1890 год);
- Орден Святой Анны 2-й степени (1893 год);
- Орден Святого Владимира 3-й степени (1899 год).
- Орден Святого Станислава 1-й степени (1910 год);
- Орден Святой Анны 1-й степени с мечами (1915 год);
- Орден Святого Владимира 2-й степени с мечами (1915 год);
- Орден Белого орла с мечами (1915 год).

Иностранные:
- Кавалерский крест французского ордена Почетного Легиона (1897 год);
- Командорский крест румынского ордена Звезды (1899 год);
- Командорский крест итальянского ордена св. Маврикия и Лазаря (1903 год).

## Семейные связи
Брат:
Николай (1862—1914) — полковник, командир 4-го гренадёрского Несвижского полка, участник Первой мировой войны.